# Westnijlkoorts
Westnijlkoorts is een door muggen overgebrachte virusziekte die vooral onder vogels slachtoffers maakt, maar die ook zoogdieren als de mens en het paard kan treffen. Het virus dat de ziekte veroorzaakt wordt overgedragen door muggensoorten uit het geslacht Culex, waaronder de gewone steekmug en de  de tijgermug.
Vogels zijn het reservoir voor het virus, zij vertonen over het algemeen weinig symptomen, maar zijn hoogviremisch. Dit betekent dat een mug bij een bloedmaaltijd bij een vogel voldoende virus kan opnemen om dit bij een volgende maaltijd door te geven. Om een infectie over te brengen naar de accidentele gastheren (paard, mens, andere zoogdieren) zijn zogenaamde brugvectoren nodig. Daar de meeste muggensoorten een sterke voorkeur voor ofwel vogels ofwel zoogdieren brengen zij het virus niet tussen verschillende diergroepen over. De overdracht kan plaatsvinden door muggen die geen specifieke voorkeur hebben zoals Culex tarsalis en waarschijnlijk ook Culex pipiens of door een mug die 'per ongeluk' de verkeerde diersoort bezoekt.
Zoogdieren (voornamelijk paarden en mensen) zijn zogenaamde 'dead end hosts'. Zij vertonen vaker verschijnselen, maar zijn kortdurend en laag viremisch. Dit houdt in dat een mug bij hun onvoldoende virus kan opnemen om de infectie verder te geven. De verspreiding van de ziekte kan dus niet via paarden en mensen optreden.  
Tot voor kort werd het virus beschouwd als laagpathogeen bij zoogdieren en niet-pathogeen bij vogels. Het virus dat vanaf 1999 slachtoffers maakte in Noord-Amerika blijkt nauw verwant aan een stam uit het Midden-Oosten. Dit eerstelijns westnijlvirus heeft mutaties doorgemaakt. Kraaiachtigen (Corvidae) vertonen na infectie met lijn 1 namelijk wel klinische symptomen. Hierdoor fungeren de kraaien, eksters etc. inmiddels als 'signaalvogels'. Bij plotselinge massale sterfte van deze vogels moet direct gedacht worden aan introductie van westnijlvirus. Lijn 2 veroorzaakt klinische symptomen bij roofvogels, tot massale sterfte aan toe.

## Symptomen
Bij 80% van de menselijke slachtoffers levert een infectie met het westnijlvirus geen symptomen op. Bij 20% van de gevallen levert een infectie milde symptomen op. In 0,7% van de gevallen zijn er ernstiger gevolgen, zoals encefalitis en meningitis. Mensen boven de 50 jaar hebben een hoger risico op de ernstigere verschijnselen van de ziekte. Symptomen ontwikkelen zich 3 tot 14 dagen na de infectie. Er bestaat nog geen effectieve behandeling.
Na het West-Nijlvirus kunnen motorische stoornissen en spierzwakte ontstaan.

## Verspreiding
Het eerste geval van westnijlkoorts werd in 1937 in Oeganda beschreven. De ecologie van de ziekte werd in de jaren vijftig in Egypte beschreven. De ziekte werd voor het eerst bij paarden beschreven in Egypte en Frankrijk in de zestiger jaren. Het westnijlvirus werd in 1999 voor het eerst in de Verenigde Staten geconstateerd. Aangezien zoogdieren laag viraemisch zijn, is het virus niet via paarden of mensen New York en omgeving binnen gekomen. Waarschijnlijker is dat asymptomatische vogels het virus hebben meegenomen en dat muggen voor verdere verspreiding hebben gezorgd. Dat jaar was er sprake van veranderde vogelmigratieroutes, waardoor (water)vogels uit het Midden-Oosten zijn afgebogen naar Noord-Oost Amerika. In slechts 4 jaar bereikte het virus de westkust van de Verenigde Staten, waarschijnlijk verder verspreid door zangvogels.

### Europa
In 2018 waren er vroege en langdurige hoge temperaturen met enige regenbuien in Europa die gunstig waren voor de voortplanting van de muggen die het westnijlvirus verspreidden. Er waren uitbraken in Italië, Griekenland, Hongarije, Servië en Roemenië met 400 gevallen en 22 doden. Het Europees Centrum voor ziektepreventie en -bestrijding verklaarde verrast te zijn door de snelle verspreiding van de ziekte, die zij vooral wijten aan de klimaatveranderingen en het toenemen van internationale contacten.
In november 2020 werd bij een aantal mensen in Nederland het westnijlvirus vastgesteld. Dit zou van dieren zijn overgebracht op mensen door de huissteekmug.
Bij een uitbraak van het virus in het westen van de Spaanse regio Andalusië in 2024 komen meerdere mensen te overlijden.